# Årets ord
Årets ord er en kåring af et dansk ord, som har præget et bestemt år. Det blev kåret fra 2006 til 2012 af sprogtidsskriftet Mål og Mæle og dets læsere, og siden 2009 også af programmet Sproglaboratoriet og DR P1's lyttere i samarbejde med Dansk Sprognævn og senere programmet Klog på Sprog. I 2023 kårede sprognævnet sammen med Go' Morgen P3 også Årets Ungeord.
Det er ikke nødvendigvis et nyt, oprindeligt dansk eller et positivt ord. Nogle år er der også blevet kåret et udtryk eller en vending.

## Årets ord fra og med 2006
- Fedtemøg (2024)[3]
- ChatGPT (2023).[4]
  - Årets Ungeord var rizz.[2]
- Kyiv var årets ord 2022.[5]
- Coronapas var årets ord 2021.[6][7]
- Samfundssind var årets ord 2020.[8]
- Klimatosse var årets ord 2019.[9]
- Hvidvask var årets ord 2018.
- Kvindelandsholdet var årets ord 2017.
- Danskhed var årets ord 2016.
- Flygtningestrømme var årets ord 2015.
- MobilePay  var årets ord 2014.
  - Årets ghettodanske ord: Shabab/shababe (ven/veninde).
  - Årets skønne ord: Søstjernemel.
  - Årets vending: På den lange bane
- Undskyld var årets ord 2013.
- Stenalderkost var årets ord 2012.
- Arabisk forår var årets ord 2011.
- Vuvuzela var årets ord 2010.
- Lømmelpakke var årets ord 2009.[10]
- Udlændingeservice var årets ord 2008.
  - Årets udtryk var Ritts billige boliger (se Mål og Mæle 1/2009).
- Klimaministerium var årets ord 2007.
  - Årets udtryk var varme hænder (se Mål og Mæle 1/2008).
- Ommer var årets ord 2006.
  - I opløbet om at blive årets ord i 2006 var:
  - (2) wellness
  - (3) blog

Andre bemærkelsesværdige ord fra 2006 inkluderer: boligboble, Muhammed-tegning, sammenhængskraft, kulturkamp, fugleinfluenza, behandlingsgaranti, mikrobryggeri, gratisavis, indebrændt, friværdi, podcast, überseksuel, polonium-210.

## Historie
Mål og Mæle afholdt den første kåring af årets danske ord i 2006 efter inspiration fra de tysktalende lande, som i flere år havde haft kåringer af årets tyske, østrigske og schweiziske ord eller udtryk. Dette foregik ved at folk kunne indsende forslag til Mål og Mæle.
Traditionen i Tyskland går helt tilbage til 1971. I mellemtiden har ord som Holocaust (1979) fra tv-serien med samme navn, Tschernobyl (1986), Aids (1987) og Millennium (1999) været årets tyske ord.
I 2009 begyndte Mål og Mæle at samarbejde med P1-programmet Sproglaboratoriet om kåringen, hvilket indledte brugen af et dommerpanel.